# 2010-es önkormányzati választás Balassagyarmaton
A 2010-es önkormányzati választásokat október 3-án bonyolították le, az általános önkormányzati választások részeként.
Balassagyarmaton a szavazásra jogosultak több mint egyharmada, 4 ezer 8 száz ember ment el szavazni.
A város mind a 8 választókerületében a Fidesz-KDNP jelöltjei szereztek helyet a képviselő-testületbe. Kompenzációs listáról az MSZP kettő és az önkormányzatba először bekerülő Jobbik egy mandátumot kapott.
A város polgárai újraválasztották a város addigi polgármesterét, Medvácz Lajost, aki ezzel egyhuzamban a második önkormányzati ciklusát kezdte meg.

## A választás rendszere
A települési önkormányzati választásokat az országosan megrendezett általános önkormányzati választások részeként tartották meg. A szavazók a helyi képviselők és a településük polgármestere mellett, a megyei közgyűlések képviselőire is ekkor adhatták le a szavazataikat. A választásokat 2010. október 3-án, vasárnap bonyolították le.
A települési képviselőket választókerületenként választhatták meg a polgárok. A település méretétől (lakóinak számától) függött a választókerületek, s így a megválasztható képviselők száma is. A képviselők nagyjából négyötöde az egyéni választókerületekben nyerte el a megbízatását, míg egyötödük úgynevezett „kompenzációs”, azaz kiegyenlítő listán. A listákra közvetlenül nem lehetett szavazni. Az egyéni választókerületekben leadott, de képviselői helyet nem eredményező szavazatokat összesítették és ezeket a töredékszavazatokat osztották el arányosan a listák között.

### Választókerületek
A  helyi önkormányzati képviselők és polgármesterek választásáról szóló törvény a korábbi 10 egyéni választókerület helyett csak 8 egyéni választókerületet írt elő a 10 ezernél több lakosú, 20 ezernél kevesebb lakosú településeknek, így Balassagyarmatnak is. A Helyi Választási Iroda 8 választókerületet és 16 szavazókört jelölt ki a városban.
A polgármester-választás tekintetében a város egy választókerületet alkotott, így minden polgár szavazata egyenlő mértékben érvényesülhetett.

## Előzmények
|      |             |           |           |
| Párt | Párt        | Képviselő | Képviselő |
|      | Fidesz-KDNP | 9         | 52,9%     |
|      | MSZP        | 8         | 47,1%     |

| Szervezetek | Képviselő-testületi helyek | Képviselő-testületi helyek | Képviselő-testületi helyek | Képviselő-testületi helyek | Képviselő-testületi helyek | Képviselő-testületi helyek | Képviselő-testületi helyek | Képviselő-testületi helyek |    | Σ  |
| Szervezetek | Képviselő-testületi helyek | Képviselő-testületi helyek | Képviselő-testületi helyek | Képviselő-testületi helyek | Képviselő-testületi helyek | Képviselő-testületi helyek | Képviselő-testületi helyek | Képviselő-testületi helyek | vk | Σ  |
| ----------- | -------------------------- | -------------------------- | -------------------------- | -------------------------- | -------------------------- | -------------------------- | -------------------------- | -------------------------- | -- | -- |
| Fidesz-KDNP |                            |                            |                            |                            |                            |                            |                            |                            | 8  | 9  |
| Fidesz-KDNP |                            |                            |                            |                            |                            |                            |                            | 1                          |    | 9  |
| MSZP        |                            |                            |                            |                            |                            |                            |                            |                            | 2  | 8  |
| MSZP        |                            |                            |                            |                            |                            |                            |                            | 6                          |    | 8  |
| Összesen    |                            |                            |                            |                            |                            |                            |                            |                            | 10 | 17 |
| Összesen    | 7                          |                            |                            |                            |                            |                            |                            |                            |    | 17 |

## Jelöltek

### Képviselőjelöltek

#### Egyéni választókerületi jelöltek
| Jelölt                   | Szervezet | Szervezet   |
| ------------------------ | --------- | ----------- |
| Fenyőházi-Nagy Andrea    |           | MSZP        |
| Mayer László Szilveszter |           | Munkáspárt  |
| Mogyorósi Gabriella      |           | SZJM        |
| Serfőző Bernadett        |           | Fidesz-KDNP |
| dr. Tatár-Kis Sándorné   |           | független   |
| Vincze Zoltán Aladár     |           | Jobbik      |

| Jelölt           | Szervezet | Szervezet   |
| ---------------- | --------- | ----------- |
| Balla Szabolcs   |           | Munkáspárt  |
| Demus Iván       |           | SZJM        |
| Funk Roland      |           | Jobbik      |
| Huszár Péter Pál |           | Fidesz-KDNP |
| Szabó Péter      |           | MSZP        |

| Jelölt                         | Szervezet | Szervezet   |
| ------------------------------ | --------- | ----------- |
| Bacsáné Hrubecs Renáta Kriszti |           | Jobbik      |
| dr. Horváth László             |           | MSZP        |
| Mayer Lászlóné                 |           | Munkáspárt  |
| Paulusz Miklós                 |           | SZJM        |
| Zolnyánszki Zsolt              |           | Fidesz-KDNP |

| Jelölt              | Szervezet | Szervezet   |
| ------------------- | --------- | ----------- |
| Bacskó Péter Konrád |           | SZJM        |
| Büttl Beáta         |           | Jobbik      |
| Köllő István        |           | Munkásőrt   |
| Pulay László        |           | Fidesz-KDNP |
| Szedlák Sándor      |           | MSZP        |

| Jelölt                   | Szervezet | Szervezet   |
| ------------------------ | --------- | ----------- |
| Balla Sándor             |           | Munkáspárt  |
| dr. Csekey László Károly |           | Fidesz-KDNP |
| Csépán Gusztáv           |           | MSZP        |
| Deák Istvánné            |           | SZJM        |
| Fábián Gábor József      |           | Jobbik      |

| Jelölt                    | Szervezet | Szervezet   |
| ------------------------- | --------- | ----------- |
| Csach Gábor Lóránt        |           | Fidesz-KDNP |
| Farkas Szabolcs           |           | Jobbik      |
| dr. Frankfurter Zsuzsanna |           | Munkáspárt  |
| Gáspár Antalné            |           | MSZP        |
| Kajdy László Béláné       |           | SZJM        |

| Jelölt                 | Szervezet | Szervezet   |
| ---------------------- | --------- | ----------- |
| dr. Bacskó József      |           | MSZP        |
| Reznicsek Ferenc Pálné |           | Fidesz-KDNP |
| Virtyó Gergely         |           | Jobbik      |

| Jelölt               | Szervezet | Szervezet   |
| -------------------- | --------- | ----------- |
| Bacsa Péter Józsefné |           | Jobbik      |
| Diósi László         |           | SZJM        |
| Filip Pál            |           | MSZP        |
| Győri János          |           | független   |
| Herédi Sándor        |           | Munkáspárt  |
| Siket Béla           |           | Fidesz-KDNP |

#### Kompenzációs listák
| Lista | Lista       | Lista  | Szervezet | Szervezet                              | Szervezet | Szervezet | Listás jelöltek száma |
| #.    | neve        | típusa |           | neve                                   | jellege   | hatóköre  | Listás jelöltek száma |
| ----- | ----------- | ------ | --------- | -------------------------------------- | --------- | --------- | --------------------- |
| 1.    | Fidesz-KDNP | közös  |           | Fidesz – Magyar Polgári Szövetség      | párt      | országos  | 8                     |
| 1.    | Fidesz-KDNP | közös  |           | Kereszténydemokrata Néppárt            | párt      | országos  | 8                     |
| 2.    | Jobbik      | önálló |           | Jobbik Magyarországért Mozgalom        | párt      | országos  | 3                     |
| 3.    | MSZP        | önálló |           | Magyar Szocialista Párt                | párt      | országos  | 9                     |
| 4.    | Munkáspárt  | önálló |           | Magyar Munkáspárt                      | párt      | országos  | 4                     |
| 5.    | SZJM        | önálló |           | Szövetség a Jövőért Mozgalom Egyesület | társ.     |           | 7                     |

### Polgármesterjelöltek
| Jelölt               | Szervezet | Szervezet   |
| -------------------- | --------- | ----------- |
| Lombos István Pál    |           | MSZP        |
| Medvácz Lajos Ferenc |           | Fidesz-KDNP |

## A szavazás menete
A választást 2010. október 3-án bonyolították le. A választópolgárok reggel 6 órától kezdve adhatták le a szavazataikat, egészen a 19 órás urnazárásig.

### Részvétel
| A részvételi adatok napközbeni alakulása | A részvételi adatok napközbeni alakulása | A részvételi adatok napközbeni alakulása | A részvételi adatok napközbeni alakulása | A részvételi adatok napközbeni alakulása                 |
| Időpont                                  | Szavazók                                 | Szavazók                                 | +/- 2006 óta (%p)                        | Legnagyobb/legkisebb részvétel                           |
| Időpont                                  | db                                       | %                                        | +/- 2006 óta (%p)                        | Legnagyobb/legkisebb részvétel                           |
| ---------------------------------------- | ---------------------------------------- | ---------------------------------------- | ---------------------------------------- | -------------------------------------------------------- |
| 7:00                                     | 78                                       | 0,58%                                    | -0,63                                    | 4. számú választókör 2,46% 5. számú szavazókör 0,12%     |
| 9:00                                     | 723                                      | 5,35%                                    | -3,18                                    | 4. számú választókör 9,72% 12. számú szavazókör 2,61%    |
| 11:00                                    | 1919                                     | 14,19%                                   | -5,02                                    | 15. számú választókör 24,36% 12. számú szavazókör 8,91%  |
| 13:00                                    | 2732                                     | 20,21%                                   | -7,36                                    | 9. számú választókör 24,84% 12. számú szavazókör 13,66%  |
| 15:00                                    | 3556                                     | 36,30%                                   | -8,54                                    | 14. számú választókör 30,72% 12. számú szavazókör 18,05% |
| 17:30                                    | 4793                                     | 35,44%                                   | -11,35                                   | 15. számú választókör 40,85% 10. számú szavazókör 29,93% |
| 19:00                                    | 5338                                     | 39,47%                                   | -13,41                                   | 16. számú választókör 46,45% 8. számú szavazókör 32,91%  |

A 13 ezer szavazásra jogosult polgárból 5 ezer vett részt a választásokon (39%). Közülük 123-an érvénytelenül szavaztak (2,3%).
|                                  |                                  |        | jogosultak arányában | szavazók arányában |
| -------------------------------- | -------------------------------- | ------ | -------------------- | ------------------ |
| Választójogosult                 | Választójogosult                 | 13 525 |                      |                    |
| Szavazó                          | Szavazó                          | 5338   | 39,47%               |                    |
| érvényes szavazólap              | érvényes szavazólap              | 5211   | 38,53%               | 97,62%             |
| érvénytelen / hiányzó szavazólap | érvénytelen / hiányzó szavazólap | 123    | 0,91%                | 2,30%              |
| Távolmaradó                      | Távolmaradó                      | 8314   | 60,53%               |                    |

## Eredmény

### Képviselő-választások

#### Egyéni választókerületi eredmények
| Választókerületi eredmények | Választókerületi eredmények    | Választókerületi eredmények | Választókerületi eredmények | Választókerületi eredmények | Választókerületi eredmények | Választókerületi eredmények | Választókerületi eredmények | Választókerületi eredmények |
| EVK                         | Jelölt                         | Jelölő szervezet(ek)        | Jelölő szervezet(ek)        | #.                          | Szavazat                    | Szavazat                    | Szavazat                    | Szavazat                    |
| EVK                         | Jelölt                         | Jelölő szervezet(ek)        | Jelölő szervezet(ek)        | #.                          | db                          | jog.%                       | szav.%                      | érv.%                       |
| --------------------------- | ------------------------------ | --------------------------- | --------------------------- | --------------------------- | --------------------------- | --------------------------- | --------------------------- | --------------------------- |
| 01                          | Serfőző Bernadett              |                             | Fidesz-KDNP                 | 1.                          | 303                         | 17,2%                       | 43,4%                       | 44,1%                       |
| 01                          | dr. Tatár-Kis Sándorné         |                             | független                   | 2.                          | 155                         | 8,8%                        | 22,2%                       | 22,7%                       |
| 01                          | Fenyőházi-Nagy Andrea          |                             | MSZP                        | 3.                          | 136                         | 7,7%                        | 19,5%                       | 19,8%                       |
| 01                          | Vincze Zoltán Aladár           |                             | Jobbik                      | 4.                          | 67                          | 3,8%                        | 9,6%                        | 9,8%                        |
| 01                          | Mogyorósi Gabriella            |                             | SZJM                        | 5.                          | 17                          | 1,0%                        | 2,4%                        | 2,5%                        |
| 01                          | Mayer László Szilveszter       |                             | Munkáspárt                  | 6.                          | 9                           | 0,5%                        | 1,3%                        | 1,3%                        |
| 02                          | Huszár Péter Pál               |                             | Fidesz-KDNP                 | 1.                          | 358                         | 20,7%                       | 56,2%                       | 56,9%                       |
| 02                          | Szabó Péter                    |                             | MSZP                        | 2.                          | 120                         | 6,9%                        | 18,8%                       | 19,1%                       |
| 02                          | Funk Roland                    |                             | Jobbik                      | 3.                          | 75                          | 4,3%                        | 11,8%                       | 11,9%                       |
| 02                          | Demus Iván                     |                             | SZJM                        | 4.                          | 57                          | 3,3%                        | 8,9%                        | 9,1%                        |
| 02                          | Balla Szabolcs                 |                             | Munkáspárt                  | 5.                          | 19                          | 1,1%                        | 3,0%                        | 3,0%                        |
| 03                          | Zolnyánszki Zsolt              |                             | Fidesz-KDNP                 | 1.                          | 352                         | 20,3%                       | 53,1%                       | 54,0%                       |
| 03                          | dr. Horváth László             |                             | MSZP                        | 2.                          | 154                         | 8,9%                        | 23,2%                       | 23,6%                       |
| 03                          | Paulusz Miklós                 |                             | SZJM                        | 3.                          | 76                          | 4,4%                        | 11,5%                       | 11,7%                       |
| 03                          | Bacsáné Hrubecs Renáta Kriszti |                             | Jobbik                      | 4.                          | 60                          | 3,5%                        | 9,0%                        | 9,2%                        |
| 03                          | Mayer Lászlóné                 |                             | Munkáspárt                  | 5.                          | 10                          | 0,6%                        | 1,5%                        | 1,5%                        |
| 04                          | Pulay László                   |                             | Fidesz-KDNP                 | 1.                          | 314                         | 18,2%                       | 50,6%                       | 51,4%                       |
| 04                          | Szedlák Sándor                 |                             | MSZP                        | 2.                          | 189                         | 11,0%                       | 30,5%                       | 30,9%                       |
| 04                          | Büttl Beáta                    |                             | Jobbik                      | 3.                          | 75                          | 4,4%                        | 12,1%                       | 12,3%                       |
| 04                          | Bacskó Péter Konrád            |                             | SZJM                        | 4.                          | 25                          | 1,5%                        | 4,0%                        | 4,1%                        |
| 04                          | Köllő István                   |                             | Munkáspárt                  | 5.                          | 8                           | 0,5%                        | 1,3%                        | 1,3%                        |
| 05                          | dr. Csekey László Károly       |                             | Fidesz-KDNP                 | 1.                          | 391                         | 22,3%                       | 57,4%                       | 59,5%                       |
| 05                          | Csépán Gusztáv                 |                             | MSZP                        | 2.                          | 124                         | 7,1%                        | 18,2%                       | 18,9%                       |
| 05                          | Fábián Gábor József            |                             | Jobbik                      | 3.                          | 75                          | 4,3%                        | 11,0%                       | 11,4%                       |
| 05                          | Deák Istvánné                  |                             | SZJM                        | 4.                          | 43                          | 2,5%                        | 6,3%                        | 6,5%                        |
| 05                          | Balla Sándor                   |                             | Munkáspárt                  | 5.                          | 24                          | 1,4%                        | 3,5%                        | 3,7%                        |
| 06                          | Csach Gábor Lóránt             |                             | Fidesz-KDNP                 | 1.                          | 342                         | 22,0%                       | 58,1%                       | 59,2%                       |
| 06                          | Gáspár Antalné                 |                             | MSZP                        | 2.                          | 101                         | 6,5%                        | 17,1%                       | 17,5%                       |
| 06                          | Farkas Szabolcs                |                             | Jobbik                      | 3.                          | 71                          | 4,6%                        | 12,1%                       | 12,3%                       |
| 06                          | Kajdy László Béláné            |                             | SZJM                        | 4.                          | 41                          | 2,6%                        | 7,0%                        | 7,1%                        |
| 06                          | dr. Frankfurter Zsuzsanna      |                             | Munkáspárt                  | 5.                          | 23                          | 1,5%                        | 3,9%                        | 4,0%                        |
| 07                          | Reznicsek Ferenc Pálné         |                             | Fidesz-KDNP                 | 1.                          | 417                         | 25,5%                       | 60,0%                       | 61,7%                       |
| 07                          | dr. Bacskó József              |                             | MSZP                        | 2.                          | 171                         | 10,4%                       | 24,6%                       | 25,3%                       |
| 07                          | Virtyó Gergely                 |                             | Jobbik                      | 3.                          | 88                          | 5,4%                        | 12,7%                       | 13,0%                       |
| 08                          | Siket Béla                     |                             | Fidesz-KDNP                 | 1.                          | 372                         | 22,9%                       | 49,3%                       | 49,5%                       |
| 08                          | Győri János                    |                             | független                   | 2.                          | 129                         | 7,9%                        | 17,1%                       | 17,2%                       |
| 08                          | Filip Pál                      |                             | MSZP                        | 3.                          | 92                          | 5,7%                        | 12,2%                       | 12,2%                       |
| 08                          | Diósi László                   |                             | SZJM                        | 4.                          | 83                          | 5,1%                        | 11,0%                       | 11,0%                       |
| 08                          | Bacsa Péter Józsefné           |                             | Jobbik                      | 5.                          | 70                          | 4,3%                        | 9,3%                        | 9,3%                        |
| 08                          | Herédi Sándor                  |                             | Munkáspárt                  | 6.                          | 6                           | 0,4%                        | 0,8%                        | 0,8%                        |

| EVK            | Megválasztott képviselő  | Megválasztott képviselő | Megválasztott képviselő | Szavazat | Szavazat | Szavazat | Szavazat | Előny a 2. előtt (%p) |
| EVK            | név                      | szervezet(ek)           | szervezet(ek)           | db       | jog.%    | szav.%   | érv.%    | Előny a 2. előtt (%p) |
| -------------- | ------------------------ | ----------------------- | ----------------------- | -------- | -------- | -------- | -------- | --------------------- |
| 01             | Serfőző Bernadett        |                         | Fidesz-KDNP             | 303      | 17,2%    | 43,4%    | 44,1%    | 21,4                  |
| 02             | Huszár Péter Pál         |                         | Fidesz-KDNP             | 358      | 20,7%    | 56,2%    | 56,9%    | 37,8                  |
| 03             | Zolnyánszki Zsolt        |                         | Fidesz-KDNP             | 352      | 20,3%    | 53,1%    | 54,0%    | 30,4                  |
| 04             | Pulay László             |                         | Fidesz-KDNP             | 314      | 18,2%    | 50,6%    | 51,4%    | 20,5                  |
| 05             | dr. Csekey László Károly |                         | Fidesz-KDNP             | 391      | 22,3%    | 57,4%    | 59,5%    | 40,6                  |
| 06             | Csach Gábor Lóránt       |                         | Fidesz-KDNP             | 342      | 22,0%    | 58,1%    | 59,2%    | 41,7                  |
| 07             | Reznicsek Ferenc Pálné   |                         | Fidesz-KDNP             | 417      | 25,5%    | 60,0%    | 61,7%    | 36,4                  |
| 08             | Siket Béla               |                         | Fidesz-KDNP             | 372      | 22,9%    | 49,3%    | 49,5%    | 32,3                  |
| Összesen/átlag | Összesen/átlag           | Összesen/átlag          | Összesen/átlag          | 2849     | 21,1%    | 53,5%    | 54,5%    |                       |

#### Kompenzációs listás eredmények
A kompenzációs listák között azokat a szavazatokat osztották szét, amelyeket olyan jelöltek kaptak, akik nem nyertek, s így ezek a szavazatok nem eredményezek képviselői megbízatást. Az így nyert töredékszavazatok a listát állító szervezetek között arányosan osztották el.
A Fidesz és a KDNP közösen, míg az MSZP, Jobbik, Szövetség a Jövőért Mozgalom és a Munkáspárt önállóan állított listát.
| Lista | Lista       | Töredék szavazat | Képviselő |
| ----- | ----------- | ---------------- | --------- |
|       | Fidesz-KDNP | 0                | 0         |
|       | SZJM        | 342              | 0         |
|       | Jobbik      | 581              | 1         |
|       | MSZP        | 1087             | 2         |
|       | Munkáspárt  | 99               | 0         |

#### Összesítés
| Szervezet         | Szervezet   | Érvényes szavazat | Érvényes szavazat | Képviselő | Képviselő |
| ----------------- | ----------- | ----------------- | ----------------- | --------- | --------- |
|                   | Fidesz-KDNP | 2849              | 54,3%             | 8         | 72,7%     |
|                   | MSZP        | 1087              | 20,7%             | 2         | 18,2%     |
|                   | Jobbik      | 581               | 11,1%             | 1         | 9,1%      |
|                   | SZJM        | 342               | 6,5%              | 0         |           |
|                   | Munkáspárt  | 99                | 1,9%              | 0         |           |
|                   | független   | 284               | 5,4%              | 0         |           |
| Összesen          | Összesen    | 5242              |                   | 11        |           |
| \| 8 \| 2 \| 1 \| |             |                   |                   |           |           |
| 8                 | 2           | 1                 |                   |           |           |

### Polgármester-választás
| Medvácz Lajos Ferenc |                    |
|                      |                    |
|                      | Lombosi István Pál |

| \| Polgármester-választás \| Polgármester-választás \| Polgármester-választás \| Polgármester-választás \| Polgármester-választás \| \| ---------------------- \| ---------------------- \| ---------------------- \| ---------------------- \| ---------------------- \| \| Jelöltek \| \| \| szavazat \| \| \| Medvácz Lajos Ferenc \| Medvácz Lajos Ferenc \| \| 3714 \| 3714 \| \| Lombos István Pál \| Lombos István Pál \| \| 1497 \| 1497 \| \| \| \| \| \| \| |                      |  |          |      |
| Polgármester-választás |                      |  |          |      |
| Jelöltek |                      |  | szavazat |      |
| Medvácz Lajos Ferenc | Medvácz Lajos Ferenc |  | 3714     | 3714 |
| Lombos István Pál | Lombos István Pál    |  | 1497     | 1497 |
| |                      |  |          |      |

| Polgármester-választás | Polgármester-választás | Polgármester-választás | Polgármester-választás | Polgármester-választás |
| ---------------------- | ---------------------- | ---------------------- | ---------------------- | ---------------------- |
| Jelöltek               |                        |                        | szavazat               |                        |
| Medvácz Lajos Ferenc   | Medvácz Lajos Ferenc   |                        | 3714                   | 3714                   |
| Lombos István Pál      | Lombos István Pál      |                        | 1497                   | 1497                   |
|                        |                        |                        |                        |                        |

## A megválasztott önkormányzat
|          |             |           |           |
| Párt     | Párt        | Képviselő | Képviselő |
|          | Fidesz–KDNP | 8         | 72,7%     |
|          | MSZP        | 2         | 18,2%     |
|          | Jobbik      | 1         | 9,1%      |
| Összesen | Összesen    | 11        |           |

| Polgármester         | Polgármester | Polgármester | Polgármester | Polgármester | Polgármester | Polgármester | Polgármester | Polgármester | Polgármester | Polgármester | Polgármester |
| -------------------- | ------------ | ------------ | ------------ | ------------ | ------------ | ------------ | ------------ | ------------ | ------------ | ------------ | ------------ |
| Medvácz Lajos Ferenc |              | Fidesz-KDNP  | Fidesz-KDNP  | Fidesz-KDNP  | Fidesz-KDNP  | Fidesz-KDNP  | Fidesz-KDNP  | Fidesz-KDNP  | Fidesz-KDNP  | Fidesz-KDNP  | –            |
| Képviselő-testület   |              |              |              |              |              |              |              |              |              |              |              |
| Szervezet            | Képviselő    | Képviselő    | Képviselő    | Képviselő    | Képviselő    | Képviselő    | Képviselő    | Képviselő    | Képviselő    | Képviselő    | ± 2006 óta   |
| Fidesz-KDNP          |              |              |              |              |              |              |              |              | 8            | 72,7%        | -1           |
| MSZP                 |              |              |              |              |              |              |              |              | 2            | 18,2%        | -6           |
| Jobbik               |              |              |              |              |              |              |              |              | 1            | 9,1%         | Új           |
| Összesen             |              |              |              |              |              |              |              |              | 11           |              |              |

| EVK         | 01                       | 02                 | 03                     | 04           |
| ----------- | ------------------------ | ------------------ | ---------------------- | ------------ |
| Képviselő   | Serfőző Bernadett        | Huszár Péter Pál   | Zolnyánszki Zsolt      | Pulay László |
| Szervezet   |                          |                    |                        |              |
| Fidesz–KDNP | Fidesz–KDNP              | Fidesz–KDNP        | Fidesz–KDNP            |              |
|             |                          |                    |                        |              |
| EVK         | 05                       | 06                 | 07                     | 08           |
| Képviselő   | Dr. Csekey László Károly | Csach Gábor Lóránt | Reznicsek Ferenc Pálné | Siket Béla   |
| Szervezet   |                          |                    |                        |              |
| Fidesz–KDNP | Fidesz–KDNP              | Fidesz–KDNP        | Fidesz–KDNP            |              |

| Szervezet | Szervezet | Képviselő           |
| --------- | --------- | ------------------- |
|           | MSZP      | Lombos István Pál   |
|           | MSZP      | Szabó Péter         |
|           | Jobbik    | Fábián Gábor József |